# Stratford High Street (DLR)
Stratford High Street is een station van de Docklands Light Railway in de Londense wijk Canning Town. Het station werd in 2011 in gebruik genomen. Het metrostation ligt op de locatie van een gesloten station, dat dienstdeed tussen 1847 en 1957. Tussen 1847 en 1880 heette dit station Stratford Bridge en tussen 1880 en 1957 heette het Stratford Market. Het metrostation ligt tussen de stations Stratford en Abbey Road.